# Родентологія
Родентоло́гія (від лат. rodent - гризун) - розділ зоології, що вивчає гризунів.

## Гризуни як об'єкт дослідження
Гризуни — найчисленніша група ссавців. Вони відзначаються малими розмірами, здатністю швидко розмножуватися, екологічною пластичністю, що дозволяє цим тваринам легко пристосовуватися до життя в різних умовах навколишнього середовища. Здатність гризунів виживати за різних умов викликає увагу вчених.
Вивчення гризунів зумовлене зокрема й тим, що багато їх видів має економічне значення як шкідники 
сільського, лісового і комунального господарств. Певні види переносять небезпечні інфекційні захворювання. Водночас гризуни займають важливе місце в ланцюгах живлення, адже є основним кормом для великої кількості птахів, ссавців і плазунів. Нерідко на гризунах ставлять медичні досліди. Деякі види гризунів використовуються як промислові 
хутрові звірі.
Окремі види гризунів стали рідкісними, а ще іншим загрожує вимирання, тож вони потребують захисту і перебувають під пильною увагою екологів і природоохоронців.

## Див теж.
- Теріологія